# Universidad de Tuskegee
La Universidad de Tuskegee es una universidad privada, y tradicionalmente dirigida a la comunidad negra, situada en Tuskegee (Alabama), en los Estados Unidos, originalmente fundada y por muchos años conocida como el Instituto Tuskegee. Es miembro del Fondo Escolar Thurgood Marshall (Thurgood Marshall Scholarship Fund), del que recibe aportaciones económicas. 
El campus fue designado como sitio histórico nacional (National Historic Site) el 23 de junio de 1965.

## Información académica
La Universidad Tuskegee fue considerada como "una de las mejores universidades americanas" por U.S. News & World Report, una de las revistas con mayor influencia en Estados Unidos, donde obtuvo la sexta posición  en el ranking HBCU de instituciones educativas dirigidas a la población negra. (Las siglas HBCU corresponden a Historically black colleges and universities; en español, Colegios y Universidades Históricamente Negras, instituciones superiores educativas creadas antes de 1964 dirigidas a la población negra.)

### Facultades
- Facultad de Agricultura, Medio Ambiente y Ciencias Naturales
- Facultad de Negocios y Ciencias de la Información
- Facultad de Ingeniería, Arquitectura y Ciencias Físicas
- Facultad de Artes Liberales y Educación
- Facultad de Veterinaria, Enfermería y Profesiones Sanitarias

### Centro Nacional de Bioética en la investigación y Atención médica
Es el primer centro nacional interdisciplinar dedicado a estudiar la ética implicada en la experimentación y tratamiento médico para afroamericanos y otros marginados, a través de la unión de las ciencias médicas y sociales, el derecho y las creencias religiosas. Fue creado dos años después de las disculpas oficiales que el expresidente Bill Clinton ofreció a los supervivientes del Experimento Tuskegee, que estudió las consecuencias de la sífilis no tratada en aparceros negros, pobres y analfabetos, que no tuvieron acceso a los tratamientos oficiales como la penicilina. Este estudio fue llevado a cabo por los Servicios Públicos de Salud (PHS), Public Health Service) de Estados Unidos de 1932 a 1972 en Tuskegee, condado de Mâcon, Alabama.

## Historia

### Idea y Establecimiento

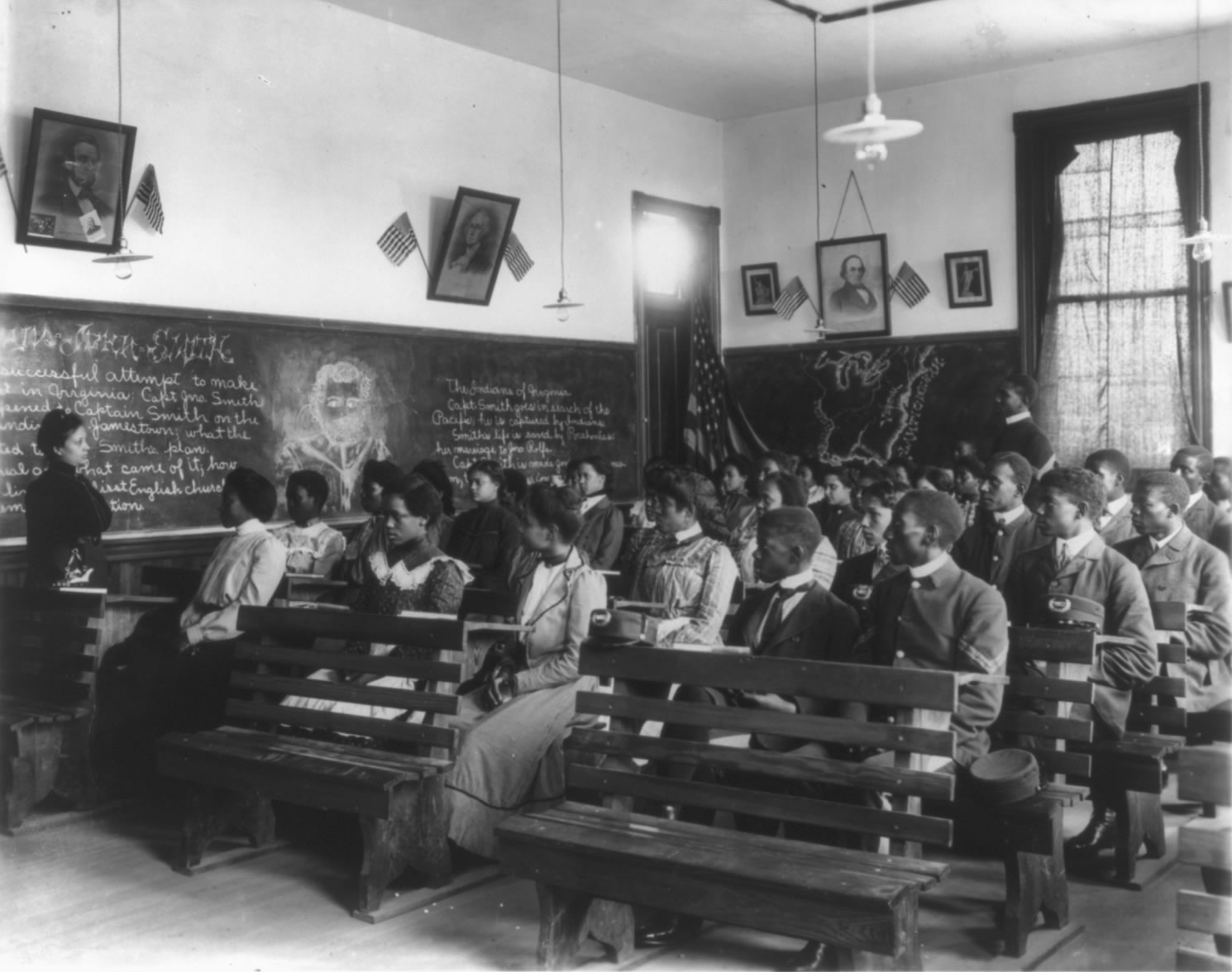
Clase de historia en Tuskegee, 1902.

La escuela fue el sueño de Lewis Adams, un antiguo esclavo, y de George W. Campbell, antiguo amo de esclavos. Adams podía leer, escribir y hablar varios idiomas a pesar de no haber recibido una educación formal. También era un experimentado artesano hojalatero, fabricante de arreos para los caballos y zapatero. Además pertenecía a la logia masónica Prince Hall Freemasonry, y era líder de la comunidad negra en el condado de Mâcon, en Alabama.
Durante la Reconstrucción, el periodo que siguió a la Guerra Civil Americana, el Sur se empobreció. Muchos negros eran analfabetos y tenían muy pocas oportunidades laborales. Adams estaba preocupado porque, sin educación, los esclavos negros recién liberados no podrían mantenerse a sí mismos. Campbell, de pensamiento similar, se había convertido en comerciante y banquero. Tenía poca experiencia en educación, pero estaba decidido a apoyar con sus recursos y esfuerzo las escuelas para negros.
W. F. Forster, un candidato blanco al senado de Alabama, le hizo a Adams la siguiente pregunta. ¿Qué podía darle a cambio de los votos negros del condado de Macon para Foster y otros candidatos blancos? En respuesta, Adams pidió una escuela de formación de profesorado para los esclavos liberados y sus hijos.
Foster y los demás candidatos fueron elegidos. En contraprestación trabajó con el legislador Arthur L. Brooks para autorizar el uso de 2,000 dólares para la creación de la escuela que había sido pedida por Adams. Adams, Thomas Dyer, y M. B. Swanson formaron el primer comité del Instituto Tuskegee. Escribieron al Instituto Hampton de Virginia, solicitando alguien que pudiera dirigir la nueva escuela. Samuel C. Armstrong, antiguo general de la Unión y director de Hampton, conocía al hombre perfecto para el puesto, Booker T. Washington, por entonces de 25 años de edad.

### El liderazgo de Booker T. Washington

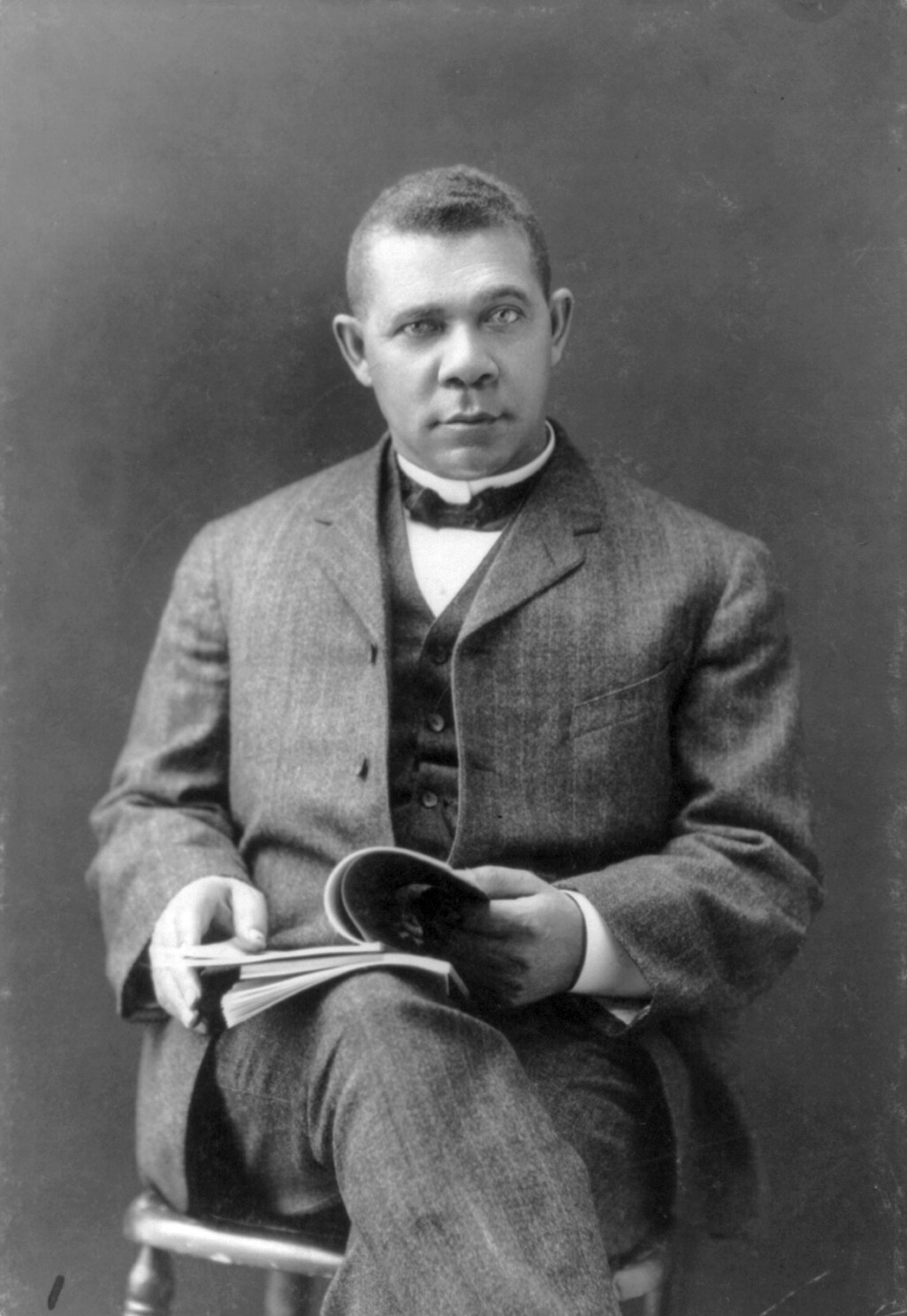
Booker T. Washington.

Washington era un antiguo esclavo, que tras realizar trabajos sin cualificación, había accedido a la educación formal a través del Instituto Hampton (Hampton Institute) y el Seminario Wayland (Wayland Seminary), en Washington D. C.. Había vuelto a Hampton, donde trabajaba como profesor, y fue recomendado para el puesto de director en el Instituto Tuskegee por Sam Armstrong.
El comité de Tuskegee aceptó y Washington fue contratado, a pesar de que los blancos siempre habían ocupado ese tipo de puestos. Bajo su dirección la nueva escuela Tuskegee de formación del profesorado abrió sus puertas el 4 de julio de 1881 en un local alquilado a la iglesia. Al año siguiente, Washington compró una antigua plantación y estableció allí el campus, donde hoy en día permanece. Los edificios fueron construidos por los estudiantes, que así cubrían sus gastos. La escuela era el vivo ejemplo de la dedicación de Washington a los objetivos en los que creía. Además de entrenar a profesores, una de sus preocupaciones era proporcionar educación en habilidades prácticas como la agricultura, ganadería u ocupaciones relacionadas con la industria, como la albañilería, ocupaciones que consideraba tan bellas y dignas como las académicas. Uno de los profesores de Tuskegee más destacados fue George Washington Carver, contratado por Washington.
Además de construir el Instituto Tuskegee, Washington se convirtió en un famoso orador y portavoz de la comunidad negra en los Estados Unidos en los últimos veinte años de su vida. Fue distinguido con títulos honoríficos, incluyendo un doctorado. Más tarde fue considerado como acomodado por priorizar la educación industrial para los negros. Al mismo tiempo y secretamente, logró financiación y apoyo legal para luchar contra la segregación racial y la retirada del voto a negros que algunos estados practicaban. Contribuyó en casos legales como Giles vs. Harris (1903) y Giles vs. Teasley (1904).
Washington encontró el apoyo de una red de adinerados filántropos como Andrew Carnegie, Collis P. Huntington, John D. Rockefeller, and Henry Huttleston Rogers. Según los escritos de Washington, Rogers, líder de Standard Oil, que tenía una pobre imagen pública como industrial enriquecido a través del fraude, era, sin embargo, una persona cálida y generosa con sus amigos y familia, además financiaba causas que merecían su atención. Fue un pionero de los fondos equivalentes, que aportaban a las causas la misma cantidad que la comunidad necesitada era capaz de recaudar, mediante ellos se convirtió en un gran financiador anónimo de Tuskegee y docenas de escuelas para negros por más de 15 años. Washington realizó una famosa gira de discursos a lo largo de la nueva línea ferroviaria de Virginia, a bordo del Dixie, vagón privado de Rogers, haciendo paradas en poblaciones rurales de Virginia y Virginia Occidental, donde el ferrocarril proporcionaba nuevas oportunidades de comercio. Washington fue muy bien recibido en su gira, tanto por negros como por blancos.

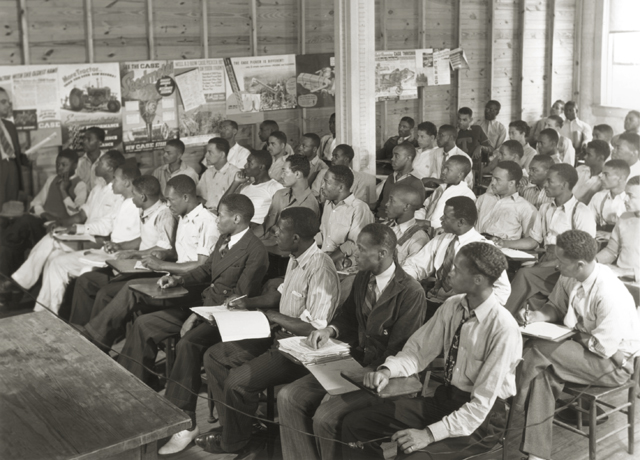
Clase de Gestión de Granjas en el Instituto Tuskegee, 1940.

Otra importante relación que Washington desarrolló fue con Julius Rosenwald, hijo de un inmigrante judío vendedor de paños, y hombre hecho a sí mismo que dirigía la compañía Sears, Roebuck and Company en Chicago, Illinois. Él y otros amigos suyos judíos llevaban tiempo preocupados por las carencias educativas de la población negra, especialmente en el Sur. Después de conocer a Washington accedió a formar parte del Comité de Dirección de Tuskegee. Financió tanto Tuskegee como Hampton. Empezó con un programa piloto en 1912 que llevó a la construcción de nuevas escuelas. Utilizó para ello la ayuda técnica de los profesionales de Tuskegee. Rosenwald y Washington crearon un programa de fondos equivalentes al que contribuían las comunidades locales que posibilitó la creación de 5,000 nuevas escuelas a principios del siglo XX. Estas escuelas se convirtieron en el orgullo de la población y tuvieron muchísimo valor aportando recursos para la educación pública en esos difíciles años. El legado de Washington
persistió muchos años después de su muerte a través del Fondo Rosenwald.
A pesar de sus largos viajes y demás ocupaciones, Washington continuó siendo el director del Instituto Tuskegee. Preocupado por su salud, Rosenwald trató de relajar su duro ritmo. Aun así, en 1915, Washington murió con 59 años, tras un fallo cardiaco agravado por el sobreesfuerzo de su trabajo. A su muerte, los recursos de Tuskegee excedían el millón y medio de dólares. Fue enterrado en el campus del Instituto Tuskegee cerca de la capilla.

### Segunda Guerra Mundial

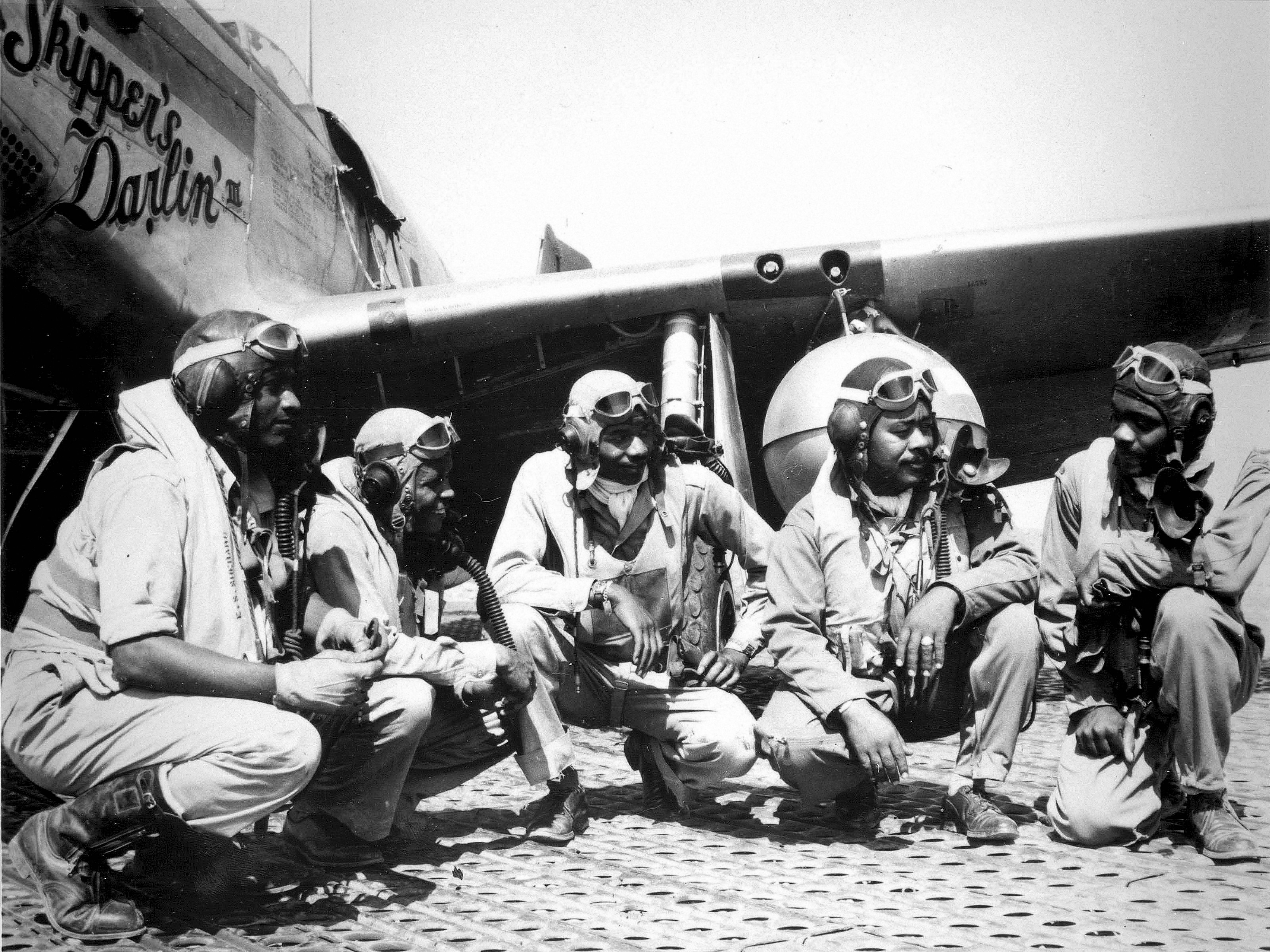
Tuskegee Airmen, pilotos de la Compañía 332 en Ramitelli, Italia, durante la Segunda Guerra Mundial.

En 1941, con la intención de entrenar pilotos negros, un escuadrón de entrenamiento del Cuerpo Aéreo del Ejército de los Estados Unidos (U.S. Army Air Corps) fue establecido en el Instituto Tuskegee, ocupando el Campo Moton (Moton Field), a unos 7 kilómetros del campus. Estos pilotos fueron conocidos como los "Aviadores de Tuskegee" (Tuskegee Airmen) y el programa que les entrenó sigue allí en funcionamiento hoy en día. En 1998 se creó en el Campo Moton el Memorial Nacional de los Aviadores de Tuskegee (Tuskegee Airmen National Historic Site). Robert Mussa Moton fue el sucesor de Washington como director del Instituto Tuskegee en 1915, tras su muerte.

### El apoyo de Eleanor Roosevelt
Eleanor Roosevelt estaba muy interesada en el trabajo llevado a cabo en el Instituto Tuskegee, particularmente en la escuela aeronáutica. En 1941 visitó el campo de entrenamiento y solicitó realizar un vuelo acompañada de uno de los pilotos de Tuskegee. A pesar de la preocupación de los servicios secretos por el vuelo, el instructor de vuelo Charles A. Anderson pilotó el avión que llevaba a Eleanor Roosevelt por los cielos de Alabama durante una hora. El vuelo convenció a Eleanor Roosevelt de las capacidades de los pilotos de Tuskegee hasta el punto de que les apoyó totalmente en su labor.
Este apoyo continuó durante la gerencia de F. D. Patterson, tercer director del Instituto Tuskegee, durante la cual brindó todo el apoyo posible al instituto.

## Campus

### Lugar Nacional de Interés Histórico
El campus del Instituto Tuskegee fue declarado hito histórico nacional  (National Historic Landmarks) el 23 de junio de 1965. En el documento original no se especifica detalladamente el área afectada, así que hoy en día se considera extendido a todo el campus.
Los puntos de "especial interés histórico" incluyen:
- Los Robles (The Oaks) - La casa de Washington.
- El Monumento 'Booker T. Washington', estatua de Charles Keck.
- La tumba de Booker T. Washington.
- La tumba de George Washington Carver.
- El Museo 'George Washington Carver'.

El campus y el campo de aviación son distintos lugares declarados de interés histórico nacional.

### Hotel y Centro de Conferencias Kellogg
El Kellogg Hotel and Conference Center es un hotel de tres estrellas, catalogado como AAA en Estados Unidos, con todos los servicios y situado en Tuskegee, Alabama. Aporta una atmósfera cultural e histórica única y está bien comunicado desde Auburn y Montgomery en Alabama, y desde Atlanta en Georgia.
Posee salas de reuniones multimedia de última generación, un auditorio con 300 asientos y un elegante salón de baile que puede acoger hasta 350 huéspedes.
Es el único complejo del estilo situado en un campus históricamente negro. Hay 11 centros de conferencias Kellogg en todo el mundo, otros se sitúan en la Universidad Estatal de Míchigan (Michigan State University), en la Universidad Gallaudet (Gallaudet University) y en la Universidad Politécnica del Estado de California (Cal Poly Pomona).

## Actividades estudiantiles
Más de cien grupos, incluyendo las fraternidades masculinas y femeninas, están activos en Tuskegee. 
Los estudiantes de Tuskegee pueden también participar en docenas de organizaciones cívicas, grupos periodísticos estudiantiles, grupos de voluntariado, clubs del estado y sociedades honoríficas desarrollando cualquiera de las disciplinas académicas.
Además tienen la opción de desarrollar sus propias organizaciones en el campus con el permiso del Decano de Estudiantes.

### Deportes
Véase: 
La Universidad de Tuskegee es miembro de la Conferencia Deportiva de las Universidades Sureñas (Southern Intercollegiate Athletic Conference, SIAC). El equipo de béisbol ha ganado 13 campeonatos de la SIAC, de él han salido varios jugadores profesionales de las grandes ligas como Leon Wagner, Ken Howell, Alan Mills y Roy Lee Jackson. 
También destaca por sus logros el equipo de fútbol americano que ha conseguido 27 campeonatos de la SIAC, 8 campeonatos nacionales entre universidades negras, 70 de 113 temporadas ganadoras, 16 temporadas imbatidas, 8 apariciones en la Liga Pioneer (PFL) en sus 10 años de existencia, 12 victorias en campeonatos fuera de temporada, 23 jugadores universitarios elegidos y 40 agentes libres en los drafts de la NFL, CFL y Liga Arena de fútbol americano y ser la primera universidad negra en ganar 600 partidos.
El equipo de fútbol americano, los Golden Tigers de Tuskegee, quedó recientemente en el primer puesto del ranking de Sheridan Broadcasting Network, radio afroamericana, como mejor equipo nacional. Había ganado además el trofeo universitario por los 600 partidos ganados y un campeonato nacional, también su segundo campeonato SIAC consecutivo, el sexto de la última década.
Con estos logros, Tuskegee continua con la tradición de ser el más victorioso equipo de fútbol americano de una universidad negra en la nación, el segundo de todos los tiempos en las clasificaciones de la II División de Fútbol Americano de la NCAA junto con estar en el top 40 de los programas universitarios de fútbol americano del Sur, con una media de 10.2 victorias por temporada dominando la Conferencia SIAC con su último título de 2007. 
Tuskegee fue además la primera universidad negra en tener su propio estadio de fútbol, el Cleve Abbott Memorial.